# West Ryder Pauper Lunatic Asylum
West Ryder Pauper Lunatic Asylum (с англ. — «Уэст-Райдерская психлечебница для нищих») — третий студийный альбом британской инди-рок-группы Kasabian, вышедший 5 июня 2009 года на лейбле Columbia Records. Это первый альбом группы, в записи которого не участвовал соло-гитарист группы Кристофер Карлофф. Ритм-гитарист Серджо Пиццорно взял на себя главную роль в написании песен группы и обязанности соло-гитариста, чтобы заменить Кристофера.
Альбом был номинирован на музыкальную премию Mercury Prize в 2009 году, а в октябре этого же года он был признан «Лучшим альбомом года» по версии журнала Q.
Название альбома никак не связано с пригородом Уэст-Райд в Сиднее.

## Об альбоме
Песня «Vlad the Impaler» была доступна для свободного скачивания на официальном сайте группы с 31 марта по 3 апреля 2009 года. Первым официальным синглом альбома вышла композиция «Fire», выпущенная 1 июня. Серджо Пиццорно назвал альбом «саундтреком к воображаемому фильму». Альбом также включает в себя песню «West Ryder Silver Bullet», в которой поёт американская актриса Розарио Доусон. West Ryder Pauper Lunatic Asylum попал на первое место в UK Album Chart; это их второй по счёту альбом, который занял лидирующее место в британском чарте. На рынке LCD-телевизоров корпорация Sony использовала песню «Underdog» для продвижения торговой марки BRAVIA.
Уэст Райдерская психлечебница для нищих была группой стационарного учреждения здравоохранения, которые осуществляли лечение и реабилитацию лиц с психическими расстройствами бедных людей построенные в Уэст-Йоркшире в 1880-е годы. Серджо Пиццорно позже объяснил название альбома, сказав следующее: 

Альбом не о самом месте; я сам только что услышал название в одном документальном фильме и слова меня просто поразили. Мне понравилось то, как это выглядело, какие чувства я испытал. Думаю, это был один из первых дурдомов для бедных, ведь тогда в психушках лечили только богачей.Оригинальный текст (англ.)The album isn't about the place, I just first heard about it on a TV documentary, and the words just struck me. I love the way it looked and the feeling it evokes. Apparently, it was one of the first loony bins for the poor, before that it was mainly rich people who got treatment. 
 На обложке изображена группа «одетая для вечеринки в психлечебнице, смотрящая на себя в зеркало». Вдохновение для такого обложки возникло в результате работы над альбомом Made in Germany немецкой рок-группы Amon Düül II. В своём интервью для канала T4, группа прокомментировала, что каждая композиция в альбоме должна представлять психически больного пациента.

## Отзывы критиков
Альбом West Ryder Pauper Lunatic Asylum получил положительные отзывы от критиков. На сайте Metacritic, на основе 15 отзывов, альбом получил в среднем 68 баллов из 100.
Адам Свитинг из журнала Uncut похвалил группу за то, что она внесла гораздо больше глубины в своё звучание, при этом добавив в свои песни мрачные оттенки, назвав это «чем-то уже совсем не похожим на их корни в „мужицком“ роке». Дэйв Симпсон из The Guardian также дал высокую оценку новоявленному сумасшедшем звучании, отметив, что их фирменные песни более мелодичны и используют различные инструменты, и в заключении сказав, что «данная эпопея получилась безмятежной и прекрасной; предполагая, что в то время как амперы Kasabian достигают 11, они также могут хорошо звучать даже когда они убавлены до 4». Хэмиш Макбэйн из NME похвалил альбом за песни, в которых наблюдается влияние психоделии, напоминающий альбом Their Satanic Majesties Request рок-группы The Rolling Stones, назвав альбом «неуклюжим, бормотащим, в конечном счёте, терпящий беспорядок, который будет иметь смысл, если вы сможете там продержаться».

## Список композиций
Слова и музыка всех песен — Серджо Пиццорно, за исключением отмеченных.
| №   | Название                                              | Длительность |
| --- | ----------------------------------------------------- | ------------ |
| 1.  | «Underdog»                                            | 4:37         |
| 2.  | «Where Did All the Love Go?»                          | 4:17         |
| 3.  | «Swarfiga»                                            | 2:18         |
| 4.  | «Fast Fuse»                                           | 4:10         |
| 5.  | «Take Aim»                                            | 5:23         |
| 6.  | «Thick as Thieves»                                    | 3:06         |
| 7.  | «West Ryder Silver Bullet»                            | 5:15         |
| 8.  | «Vlad the Impaler»                                    | 4:44         |
| 9.  | «Ladies and Gentlemen (Roll the Dice)»                | 3:33         |
| 10. | «Secret Alphabets» (Серджо Пиццорно, Гельмут Захария) | 5:07         |
| 11. | «Fire»                                                | 4:13         |
| 12. | «Happiness»                                           | 5:16         |

| №   | Название                                 | Длительность |
| --- | ---------------------------------------- | ------------ |
| 13. | «Runaway (Live)» (Дел Шеннон, Макс Крук) | 4:09         |
| 14. | «Cunny Grope Lane»                       | 3:12         |
| 15. | «Road Kill Café»                         | 2:39         |

## Участники записи
| Kasabian - Том Мейган — вокал (кроме композиций «Swarfiga», «Take Aim», «Secret Alphabets» и «Happiness») - Серджо Пиццорно — вокал («Swarfiga», «Take Aim», «Secret Alphabets» и «Happiness»), бэк-вокал (кроме композиций «Swarfiga», «Take Aim», «Secret Alphabets» и «Happiness»), соло-гитара, ритм-гитара, синтезатор, музыкальное программирование, продюсер - Крис Эдвардс — бас-гитара - Иэн Мэтьюз — барабаны | Производственный персонал - Dan the Automator — продюсер, музыкальное программирование - Джей Мелер — гитара («Underdog», «Ladies and Gentlemen (Roll the Dice)» и «Happiness») - Тим Картер — гитара, клавишные, перкуссия - Дэниел Ральф Мартин — гитара («Fast Fuse»), пианино («Happiness») - Розарио Доусон — вокал («West Ryder Silver Bullet») - Бен Кили — клавишные («Ladies and Gentlemen (Roll the Dice)») - Роузи Дэнверс — дирижёр - Wired Strings — струнные («Where Did All the Love Go?», «Take Aim», «West Ryder Silver Bullet» и «Secret Alphabets») |

## Чарты и сертификации
| Чарт (2009)                        | Позиция в чарте |
| ---------------------------------- | --------------- |
| Австралия (ARIA)                   | 11              |
| Австрия (Ö3 Austria)               | 56              |
| Нидерланды (Album Top 100)         | 85              |
| Франция (SNEP)                     | 30              |
| Irish Albums (IRMA)                | 4               |
| Japanese Albums Japan Albums Chart | 11              |
| Новая Зеландия (RMNZ)              | 23              |
| Швейцария (Schweizer Hitparade)    | 27              |
| Великобритания (UK Albums Chart)   | 1               |
| США (Billboard 200)                | 126             |
| США (Billboard Independent Albums) | 26              |
| США (Billboard Top Rock Albums)    | 49              |

| Регион                                                      | Сертификация  | Продажи |
| ----------------------------------------------------------- | ------------- | ------- |
| Великобритания (BPI)                                        | 2× Платиновый | 803,000 |
| ^ Данные о тиражах приведены только на основе сертификации. |               |         |